# Franjevački samostan i crkva sv. Pavla na Visovcu
Samostan i crkva sv. Pavla na riječnom otočiću Visovcu, Hrvatska. Sa svih je strana okružen rijekom Krkom.
Nalazi se na upravnom teritoriju Šibenske biskupije, a prije na području Skradinske biskupije.

## Povijest
Nedugo nakon što je 1345. u darovnici kralja Ljudevita Anžuvinskog koji je grad Rog i otok Visovac darovao knezu Budislavu Ugriniću, na ovaj su se otočić pod zaštitom hrvatskih velmoža naselili pustinjaci sv. Augustina. Oni su izgradili mali samostan i crkvu posvećenu sv. Pavlu. 
Godine 1440. na Visovac su došli franjevci Franjevci provincije Presvetog Otkupitelja koji su na otoku ostali sve do današnjih dana. Do posjeda su došli nakon što je zadnji izdanak obitelji Nelipića, knez Ivaniš † 1434.) posinio je svoga zeta Anža Frankopana i predao mu u nasljedstvo Kamičak i okolne posjede. Međutim, kralj nije priznao baštinsko pravo pa je Kamičak 1445. godine preuzeo Grgur Utješinović koji je franjevcima darovao otok Visovac. Nakon Utješinovića Kamičkom vladaju braća Halapići. Godine 1523. Kamičak su osvojili i porušili Turci.
Današnja crkva je iz 17. stoljeća. Najstariji očuvani dijelovi kompleksa su bunarska kruna iz 14. stoljeća, te dijelovi samostanskog klaustra iz 15. stoljeća. 
Visovački franjevci pripadali su franjevačkoj Provinciji Presvetog Otkupitelja, koja je bila zdužno za sjedinjenje Dalmacije s ostalom Hrvatskom., te prisnije veze s Austrijom. 
U samostanu se čuva vrlo vrijedna zbirka knjiga, umjetnina i ostalih važnih dokumenata.

## Orgulje
U crkvi postoji talijanske orgulje, koje vjerojatno izgradio je F. Dacci 1771. godine. Glazbalo ima ovu dispoziciju:
| Manual C/E–c3 |                    |
| 1.            | Principali bassi   |
| 2.            | Principali soprani |
| 3.            | Voce umana         |
| 4.            | Ottava             |
| 5.            | Flauto in XII      |
| 6.            | Decima quinta      |
| 7.            | Decima nona        |
| 8.            | Vigesima sesta     |
| 9.            | Vigesima nona      |
| 10.           | Cornetta           |

| Pedal C/E-c |                            |
|             | Nema samostalnih registara |

Trakture su mehaničke s kliznicama.

## Poznati redovnici
- Petar Knežević
- Andrija Nikić
- Ante Antić
- Karlo Balić
- Andrija Dorotić
- Stjepan Zlatarić
- Josip Babić
- Toma Babić
- Bruno Bulić
- Jure Radić
- Krešimir Mikelić
- Lujo Marun
- Josip Ivelić[3]

Prema legendi, u visovačkom se je samostanu skrivao Miljenko iz legende o Miljenku i Dobrili.

## Vanjske poveznice
- Visovac na stranicama Turističke zajednice Šibensko-kninske županije  Arhivirana inačica izvorne stranice od 2. srpnja 2012. (Wayback Machine)
- Samostan Visovac na stranicama Franjevačke provincije Presvetog Otkupitelja